# Polaris (Gevers Deynoot)
Polaris is een artistiek kunstwerk in Amsterdam Oud-West.
Kunstenares Wendela Gevers Deynoot maakte dit werk van roestvast staal rond 1987. Polaris verwees hier naar twee de twee verschillende werelden die elkaar ontmoeten. Aan de zuidkant van het beeld is er de dichtbevolkte Staatsliedenbuurt met nauwe straten. Aan de noordzijde ligt het landelijke en ruimtelijke Westerpark. Ook vond zij een tegenstelling in de onderlinge buurtbewoners. Het beeld bestaat uit een soort pijl-en-boogconstructie. Een blauw object zou met gespannen draad via de gele boog vanuit de woonwijk naar het park geschoten kunnen worden; de kleuren blauw en geel vormen groen.   
Het beeld werd in 2010 naar de overzijde van de Van Beuningenstraat geplaatst. Ze stond daar eerst in een speelveld, maar toen dat opnieuw ingericht werd, kwam ze te staan op de kruising van genoemde straat en de ventweg van de Haarlemmerweg. Tegelijkertijd werd de “pijl” gericht op haar naamgever de ster Polaris.